# خانه و دوری
خانه و دوری (به انگلیسی: Home and Away) یک مجموعه تلویزیونی استرالیایی است که از ۱۷ ژانویه ۱۹۸۸ تا اکنون بر روی شبکه هفت تلویزیون استرالیا در حال پخش است.

## داستان
این سریال زندگی و علایق ساکنین سامر بای (خلیج تابستانی)، یک شهر ساحلی داستانی در نیو ساوت ولز را دنبال می‌کند.

مجموعه در ابتدا بر زندگی خانواده فلچر متمرکز بود: - تام (راجر اوکلی) و پیپا (ونسا داونینگ) و پنج فرزند خوانده آنها، فرانک مورگان (الکس پاپس)، کارلی موریس (شارین هاجسون)، لین داونپورت (هلنا بوزیچ)، استیون متیسون (آدام ویلیتس) سالی فلچر (کیت ریچی) و در نهایت فرزند خوانده ششم آنها، بابی سیمپسون (نیکول دیکسون).

## جوایز

### همه چیز در مورد جوایز سوآپ
همه چیز در مورد جوایز سوآپ، مراسمی است که سالانه توسط مجله همه چیز دربارهٔ سوآپ برگزار می‌شود.
| سال  | دسته‌بندی          | دریافت کننده                        | نتیجه    | منبع  |
| ---- | ----------------- | ----------------------------------- | -------- | ----- |
| ۲۰۱۰ | عروس و عذاب       | عروسی بل و ایدن                     | نامزدشده | [ ۲ ] |
| ۲۰۱۱ | بهترین بازگشت     | ماریلین چمبرز                       | نامزدشده | [ ۳ ] |
| ۲۰۱۲ | بهترین راز        | چه کسی به بیانکا حمله کرد؟          | نامزدشده | [ ۴ ] |
| ۲۰۱۲ | بهترین زوج        | داریل "برکس" برکستون و چارلی باکتون | نامزدشده | [ ۴ ] |
| ۲۰۱۳ | بهترین اپیزود     | روکو می‌میرد                         | نامزدشده | [ ۵ ] |
| ۲۰۱۳ | بهترین شیرین کاری | تصادف ماشین دکس                     | نامزدشده | [ ۵ ] |

### جایزه اکتا
مراسم اهدای سالانه جوایز آکادمی هنرهای سینمایی و تلویزیونی استرالیا (جایزه اکتا) ارائه شده توسط انستیتوی فیلم استرالیا می‌باشد و بسیاری از رشته‌ها مانند بازیگری، نویسندگی و کارگردانی را پوشش می‌دهد.
| سال  | دسته‌بندی                   | دریافت کننده                          | نتیجه    | منبع  |
| ---- | -------------------------- | ------------------------------------- | -------- | ----- |
| ۱۹۹۳ | بهترین سریال درام تلویزیون | اندرو هاوی برای اپیزود۱۲۲۲            | برنده    | [ ۶ ] |
| ۱۹۹۵ | بهترین سریال درام تلویزیون | اندرو هاوی و راسل وب برای اپیزود ۱۷۰۵ | برنده    | [ ۶ ] |
| ۱۹۹۶ | بهترین سریال درام تلویزیون | راسل وب برای اپیزود ۱۸۷۸              | برنده    | [ ۶ ] |
| ۱۹۹۷ | بهترین سریال درام تلویزیون | راسل وب برای اپیزود ۱۹۷۵              | نامزدشده | [ ۶ ] |
| ۱۹۹۸ | بهترین سریال درام تلویزیون | راسل وب برای اپیزود ۲۱۹۷              | برنده    | [ ۶ ] |
| ۱۹۹۸ | بهترین سریال درام تلویزیون | راسل وب برای اپیزود ۲۴۱۳              | نامزدشده | [ ۶ ] |
| ۱۹۹۹ | بهترین سریال درام تلویزیون | راسل وب برای اپیزود ۲۶۴۶              | نامزدشده |       |

### جوایز انجمن کارگردانان استرالیا
| سال  | دسته‌بندی                                 | دریافت کننده                          | نتیجه    | منبع          |
| ---- | ---------------------------------------- | ------------------------------------- | -------- | ------------- |
| ۲۰۱۰ | بهترین کارگردانی در سریال درام تلویزیونی | لی راجرز برای اپیزود ۵۰۰۵             | نامزدشده | [ ۷ ]         |
| ۲۰۱۲ | بهترین کارگردانی در سریال درام تلویزیونی | اسکات هارتفورد-دیویس برای اپیزود ۵۲۹۲ | نامزدشده | [ ۸ ]         |
| ۲۰۱۲ | بهترین کارگردانی در سریال درام تلویزیونی | جفری ناتج برای اپیزود ۵۲۱۵            | برنده    | [ ۹ ]         |
| ۲۰۱۳ | بهترین کارگردانی در سریال درام تلویزیونی | دیوید گولد برای اپیزود ۵۴۳۸           | برنده    | [ ۱۰ ] [ ۱۱ ] |
| ۲۰۱۳ | بهترین کارگردانی در سریال درام تلویزیونی | اسکات هارتفورد-دیویس برای اپیزود ۵۶۰۰ | نامزدشده | [ ۱۰ ] [ ۱۱ ] |
| ۲۰۱۴ | بهترین کارگردانی در سریال درام تلویزیونی | دیوید گولد برای اپیزود ۵۸۷۳           | نامزدشده | [ ۱۲ ] [ ۱۳ ] |
| ۲۰۱۴ | بهترین کارگردانی در سریال درام تلویزیونی | اسکات هارتفورد-دیویس برای اپیزود ۵۸۸۴ | نامزدشده | [ ۱۲ ] [ ۱۳ ] |
| ۲۰۱۴ | بهترین کارگردانی در سریال درام تلویزیونی | جفری ناتج برای اپیزود ۵۷۱۲            | نامزدشده | [ ۱۲ ] [ ۱۳ ] |
| ۲۰۱۴ | بهترین کارگردانی در سریال درام تلویزیونی | جفری ناتج برای اپیزود ۵۷۱۳            | برنده    | [ ۱۲ ] [ ۱۳ ] |
| ۲۰۱۵ | بهترین کارگردانی در سریال درام تلویزیونی | دیوید گولد برای اپیزود ۶۰۱۷           | نامزدشده | [ ۱۴ ] [ ۱۵ ] |
| ۲۰۱۵ | بهترین کارگردانی در سریال درام تلویزیونی | اسکات هارتفورد-دیویس برای اپیزود ۶۰۵۱ | برنده    | [ ۱۴ ] [ ۱۵ ] |
| ۲۰۱۵ | بهترین کارگردانی در سریال درام تلویزیونی | دنی راکو برای اپیزود ۶۱۰۹             | نامزدشده | [ ۱۴ ] [ ۱۵ ] |
| ۲۰۱۶ | بهترین کارگردانی در سریال درام تلویزیونی | دیوید گولد برای اپیزود ۶۳۴۱           | برنده    | [ ۱۶ ]        |
| ۲۰۱۶ | بهترین کارگردانی در سریال درام تلویزیونی | جفری ناتج برای اپیزود 6176            | نامزدشده | [ ۱۶ ]        |

### جایزه سوآپ بریتانیایی
جایزه سوآپ بریتانیایی از سال ۱۹۹۹ شروع شده و جشن و مراسمی برای سریال‌های "سوآپ اوپراً برگزار می‌کنند.
| سال  | دسته‌بندی                  | دریافت کننده | نتیجه | منبع   |
| ---- | ------------------------- | ------------ | ----- | ------ |
| ۱۹۹۹ | بهترین سریال خارجی احساسی | خانه و دوری  | برنده | [ ۱۷ ] |
| ۲۰۰۰ | بهترین سریال خارجی احساسی | خانه و دوری  | برنده | [ ۱۸ ] |

### جایزه اینساید سوآپ
مراسم اهدای جایزه اینساید سوآپ مراسم زیر نظر مجله «اینساید سوآپ» است که از سال ۱۹۹۶ آغاز شده است.
| سال  | دسته‌بندی                    | دریافت کننده                            | نتیجه    | منبع          |
| ---- | --------------------------- | --------------------------------------- | -------- | ------------- |
| ۱۹۹۸ | بهترین سوآپ در خارج از کشور | خانه و دوری                             | برنده    | [ ۱۹ ]        |
| ۱۹۹۸ | بهترین زوج                  | ربکا و تراویس                           | برنده    | [ ۱۹ ]        |
| ۱۹۹۹ | بهترین سوآپ در خارج از کشور | خانه و دوری                             | برنده    | [ ۲۰ ] [ ۲۱ ] |
| ۱۹۹۹ | بهترین بازیگر مرد           | بِن آنوین                                | نامزدشده | [ ۲۰ ] [ ۲۱ ] |
| ۱۹۹۹ | بهترین بازیگر زن            | امیلی سیمنس                             | نامزدشده | [ ۲۰ ] [ ۲۱ ] |
| ۱۹۹۹ | بهترین بازیگر جوان          | برندون مک کنزی                          | نامزدشده | [ ۲۰ ] [ ۲۱ ] |
| ۱۹۹۹ | بهترین زوج                  | ربکا و تراویس نش                        | نامزدشده | [ ۲۰ ] [ ۲۱ ] |
| ۱۹۹۹ | بامزه‌ترین کاراکتر           | وینی پاترسون                            | نامزدشده | [ ۲۰ ] [ ۲۱ ] |
| ۱۹۹۹ | جذاب‌ترین مرد                | بِن آنوین                                | نامزدشده | [ ۲۰ ] [ ۲۱ ] |
| ۱۹۹۹ | جذاب‌ترین زن                 | کریستی رایت                             | نامزدشده | [ ۲۰ ] [ ۲۱ ] |
| ۱۹۹۹ | بهترین دختر بد              | دیانا فراسر                             | نامزدشده | [ ۲۰ ] [ ۲۱ ] |
| ۱۹۹۹ | بهترین تازه‌وارد             | بِک هیوئت                                | نامزدشده | [ ۲۰ ] [ ۲۱ ] |
| ۱۹۹۹ | دراماتیک‌ترین داستان         | دزدیده شدن و تعقیب خانواده نش توسط کولی | نامزدشده | [ ۲۰ ] [ ۲۱ ] |
| ۲۰۰۶ | بهترین بازیگر               | جول مسیلروی                             | نامزدشده | [ ۲۲ ]        |
| ۲۰۰۶ | بهترین بازیگر مرد           | ری میگر                                 | نامزدشده | [ ۲۲ ]        |
| ۲۰۰۶ | بهترین بازیگر زن            | آدا نیکودمائو                           | نامزدشده | [ ۲۲ ]        |
| ۲۰۰۶ | بهترین بازیگر زن            | کیت ریچی                                | نامزدشده | [ ۲۲ ]        |
| ۲۰۰۶ | بهترین پسر بد               | دنیل کالوپی                             | نامزدشده | [ ۲۲ ]        |
| ۲۰۰۶ | بهترین هرزه                 | هالی بریسلی                             | نامزدشده | [ ۲۲ ]        |
| ۲۰۰۶ | بهترین زوج                  | جک هولدن و مارتا مک کنزی                | نامزدشده | [ ۲۲ ]        |
| ۲۰۰۶ | بهترین زوج                  | فلین سندرز و سالی فلتچر                 | نامزدشده | [ ۲۲ ]        |
| ۲۰۰۶ | بهترین خانواده              | هولدن‌ها                                 | نامزدشده | [ ۲۲ ]        |
| ۲۰۰۶ | بهترین خانواده              | هانترها                                 | نامزدشده | [ ۲۲ ]        |
| ۲۰۰۶ | بهترین تازه‌وارد             | جودی گوردون                             | نامزدشده | [ ۲۲ ]        |
| ۲۰۰۶ | بهترین تازه‌وارد             | پاول ابرین                              | نامزدشده | [ ۲۲ ]        |
| ۲۰۰۶ | بهترین مجموعه احساسی        | خانه و دوری                             | نامزدشده | [ ۲۲ ]        |
| ۲۰۰۶ | بهترین داستان فیلم          | تابستان خلیج استاکر                     | نامزدشده | [ ۲۲ ]        |
| ۲۰۰۶ | بهترین داستان فیلم          | مرگ فلین                                | نامزدشده | [ ۲۲ ]        |
| ۲۰۰۶ | بهترین بازیگر جوان          | آیزاک گورمن                             | نامزدشده | [ ۲۲ ]        |
| ۲۰۰۶ | بامزه‌ترین ستاره             | لین کالینگوود                           | نامزدشده | [ ۲۲ ]        |
| ۲۰۰۶ | بامزه‌ترین ستاره             | ری میگر                                 | نامزدشده | [ ۲۲ ]        |
| ۲۰۰۹ | بهترین مجموعه احساسی        | خانه و دوری                             | نامزدشده | [ ۲۳ ]        |
| ۲۰۰۹ | بهترین بازیگر مرد           | تاد لسنس                                | نامزدشده | [ ۲۳ ]        |
| ۲۰۰۹ | بهترین بازیگر مرد           | جاش کوانگ تارت                          | نامزدشده | [ ۲۳ ]        |
| ۲۰۰۹ | بهترین بازیگر زن            | آدا نیکودمائو                           | نامزدشده | [ ۲۳ ]        |
| ۲۰۰۹ | بهترین بازیگر زن            | جسیکا تاوی                              | نامزدشده | [ ۲۳ ]        |
| ۲۰۰۹ | بهترین پسر بد               | آیدان گیلت                              | نامزدشده | [ ۲۳ ]        |
| ۲۰۰۹ | بهترین پسر بد               | لوک جیکوبز                              | نامزدشده | [ ۲۳ ]        |
| ۲۰۰۹ | بهترین هرزه                 | نیکول فرانکلین                          | نامزدشده | [ ۲۳ ]        |
| ۲۰۰۹ | بهترین هرزه                 | سوفی هنسر                               | نامزدشده | [ ۲۳ ]        |
| ۲۰۰۹ | بهترین تازه‌وارد             | ربکا بریدز                              | نامزدشده | [ ۲۳ ]        |
| ۲۰۰۹ | بهترین تازه‌وارد             | بِرنارد کوری                             | نامزدشده | [ ۲۳ ]        |
| ۲۰۰۹ | بهترین بازیگر جوان          | فلیکس دین                               | نامزدشده | [ ۲۳ ]        |
| ۲۰۰۹ | بهترین خانواده              | هولدن‌ها                                 | نامزدشده | [ ۲۳ ]        |
| ۲۰۰۹ | جالب‌ترین عملکرد             | لین کالینگوود                           | نامزدشده | [ ۲۳ ]        |
| ۲۰۰۹ | جالب‌ترین عملکرد             | لین مگرنجر                              | نامزدشده | [ ۲۳ ]        |
| ۲۰۰۹ | جذاب‌ترین مرد                | لوک جکوبز                               | نامزدشده | [ ۲۳ ]        |
| ۲۰۰۹ | جذاب‌ترین مرد                | لینکلن لویس                             | نامزدشده | [ ۲۳ ]        |
| ۲۰۰۹ | جذاب‌ترین زن                 | استر اِندِرسِن                             | نامزدشده | [ ۲۳ ]        |
| ۲۰۰۹ | جذاب‌ترین زن                 | جودی گوردن                              | نامزدشده | [ ۲۳ ]        |
| ۲۰۱۰ | بهترین سوآپ روزانه          | خانه و دوری                             | نامزدشده | [ ۲۴ ]        |
| ۲۰۱۰ | بهترین ستاره روزانه         | استر اِندِرسِن                             | نامزدشده | [ ۲۴ ]        |
| ۲۰۱۰ | بهترین ستاره روزانه         | لوک جکوبز                               | نامزدشده | [ ۲۴ ]        |
| ۲۰۱۰ | بهترین ستاره روزانه         | تاد لسنس                                | نامزدشده | [ ۲۴ ]        |
| ۲۰۱۰ | بهترین ستاره روزانه         | آدا نیکودمائو                           | نامزدشده | [ ۲۴ ]        |
| ۲۰۱۱ | بهترین ستاره روزانه         | خانه و دوری                             | برنده    | [ ۲۵ ]        |
| ۲۰۱۱ | بهترین ستاره روزانه         | استر اِندِرسِن                             | نامزدشده | [ ۲۵ ]        |
| ۲۰۱۱ | بهترین ستاره روزانه         | آدا نیکودمائو                           | نامزدشده | [ ۲۵ ]        |
| ۲۰۱۱ | بهترین ستاره روزانه         | جاش کوانگ تارت                          | نامزدشده | [ ۲۵ ]        |
| ۲۰۱۱ | بهترین ستاره روزانه         | اَکسل وایتهد                             | نامزدشده | [ ۲۵ ]        |
| ۲۰۱۲ | بهترین سوآپ روزانه          | خانه و دوری                             | نامزدشده | [ ۲۶ ]        |
| ۲۰۱۲ | بهترین ستاره روزانه         | ربکا بریدز                              | نامزدشده | [ ۲۶ ]        |
| ۲۰۱۲ | بهترین ستاره روزانه         | دن یوئین                                | نامزدشده | [ ۲۶ ]        |
| ۲۰۱۲ | بهترین ستاره روزانه         | لیسا گورملی                             | نامزدشده | [ ۲۶ ]        |
| ۲۰۱۲ | بهترین ستاره روزانه         | استیو پییکاک                            | نامزدشده | [ ۲۶ ]        |
| ۲۰۱۳ | بهترین ستاره روزانه         | خانه و دوری                             | برنده    | [ ۲۷ ] [ ۲۸ ] |
| ۲۰۱۳ | بهترین ستاره روزانه         | دن یوئین                                | نامزدشده | [ ۲۷ ] [ ۲۸ ] |
| ۲۰۱۳ | بهترین ستاره روزانه         | لیسا گورملی                             | نامزدشده | [ ۲۷ ] [ ۲۸ ] |
| ۲۰۱۳ | بهترین ستاره روزانه         | استیو پییکاک                            | برنده    | [ ۲۷ ] [ ۲۸ ] |
| ۲۰۱۳ | بهترین ستاره روزانه         | امیلی سیمنس                             | نامزدشده | [ ۲۷ ] [ ۲۸ ] |
| ۲۰۱۴ | بهترین سوآپ روزانه          | خانه و دوری                             | نامزدشده | [ ۲۹ ] [ ۳۰ ] |
| ۲۰۱۴ | بهترین ستاره روزانه         | دن یوئین                                | نامزدشده | [ ۲۹ ] [ ۳۰ ] |
| ۲۰۱۴ | بهترین ستاره روزانه         | لیسا گورملی                             | نامزدشده | [ ۲۹ ] [ ۳۰ ] |
| ۲۰۱۴ | بهترین ستاره روزانه         | بانی اسوین                              | نامزدشده | [ ۲۹ ] [ ۳۰ ] |
| ۲۰۱۴ | بهترین ستاره روزانه         | لینکلن یونس                             | برنده    | [ ۲۹ ] [ ۳۰ ] |
| ۲۰۱۵ | بهترین سوآپ روزانه          | خانه و دوری                             | نامزدشده | [ ۳۱ ]        |
| ۲۰۱۵ | بهترین ستاره روزانه         | آدا نیکودمائو                           | نامزدشده | [ ۳۱ ]        |
| ۲۰۱۵ | بهترین ستاره روزانه         | کایل پریور                              | نامزدشده | [ ۳۱ ]        |
| ۲۰۱۵ | بهترین ستاره روزانه         | بانی اسوین                              | نامزدشده | [ ۳۱ ]        |
| ۲۰۱۵ | بهترین ستاره روزانه         | نیک وستاوی                              | نامزدشده | [ ۳۱ ]        |

### جایزه جاسوس دیجیتالی سوآپ
جایزه جاسوس دیجیتالی سوآپ از سال ۲۰۰۸ میلادی، توسط وبسایت انگلیسی رسانه و سرگرمی "دیجیتال اسپای" برگزار می‌شود.
| سال  | دسته‌بندی                      | دریافت کننده               | نتیجه    | منبع   |
| ---- | ----------------------------- | -------------------------- | -------- | ------ |
| ۲۰۰۸ | بهترین سریال احساسی           | خانه و دوری                | نامزدشده | [ ۳۲ ] |
| ۲۰۰۸ | محبوب‌ترین بازیگر مرد          | ری میگر                    | نامزدشده | [ ۳۲ ] |
| ۲۰۰۸ | محبوب‌ترین بازیگر زن           | کیت ریچی                   | نامزدشده | [ ۳۲ ] |
| ۲۰۰۸ | بهترین تک اپیزود              | فاجعه در دریا (اکتبر 2007) | نامزدشده | [ ۳۲ ] |
| ۲۰۰۸ | داستان برتر سال               | انتقام کلی                 | نامزدشده | [ ۳۲ ] |
| ۲۰۰۸ | بهترین همکاری‌های روی صفحه     | جودی گوردون و پاول اوبرین  | نامزدشده | [ ۳۲ ] |
| ۲۰۰۸ | شرور برتر سال                 | الکسا اشتون                | نامزدشده | [ ۳۲ ] |
| ۲۰۰۸ | بهترین تازه‌وارد               | ریچل گوردون                | نامزدشده | [ ۳۲ ] |
| ۲۰۰۸ | بهترین بازیگر کودک زیر ۱۶ سال | اد ویلز                    | نامزدشده | [ ۳۲ ] |
| ۲۰۰۸ | جذاب‌ترین مرد                  | مارک فورز                  | نامزدشده | [ ۳۲ ] |
| ۲۰۰۸ | جذاب‌ترین زن                   | جودی گوردون                | نامزدشده | [ ۳۲ ] |
| ۲۰۰۸ | بهترین خروج                   | کریس همسورث                | نامزدشده | [ ۳۲ ] |

### جایزه گروه حقوق صاحبان سهام
| سال  | دسته‌بندی                                           | دریافت کننده    | نتیجه    | منبع   |
| ---- | -------------------------------------------------- | --------------- | -------- | ------ |
| ۲۰۱۳ | عملکرد برجسته توسط یک گروه موسیقی در یک سریال درام | بازیگران فصل ۲۶ | نامزدشده | [ ۳۳ ] |

### جوایز تلویزیون ملی
جوایز تلویزیون ملی یک مراسم اهدای جوایز بریتانیایی است. برندگان این مراسم توسط رای عموم مردم انتخاب شده و در دسته‌بندی به عنوان محبوب‌ترین جایزه دریافت می‌کنند.
| سال  | دسته‌بندی               | دریافت کننده | نتیجه    | منبع   |
| ---- | ---------------------- | ------------ | -------- | ------ |
| ۱۹۹۶ | محبوب‌ترین تازه‌وارد     | نیک تستونی   | نامزدشده | [ ۳۴ ] |
| ۱۹۹۶ | محبوب‌ترین سریال احساسی | خانه و دوری  | نامزدشده | [ ۳۴ ] |
| ۱۹۹۷ | محبوب‌ترین تازه‌وارد     | بن آنوین     | نامزدشده | [ ۳۵ ] |
| ۱۹۹۷ | محبوب‌ترین سریال احساسی | خانه و دوری  | نامزدشده | [ ۳۵ ] |

### جوایز برگزیده کودکان استرالیایی شبکه نیکلودئون
جوایز برگزیده کودکان نیکلودئون یک مراسم اهدای جوایز استرالیایی است که معمولاً سالانه که در طول اکتبر یا نوامبر برگزار می‌شود. این است که از تلویزیون پخش شده و برندگان برگزیده توسط کودکان رای داده انتخاب می‌شوند.
| سال  | دسته‌بندی                   | دریافت کننده | نتیجه    | منبع   |
| ---- | -------------------------- | ------------ | -------- | ------ |
| ۲۰۱۱ | نمایش تلویزیونی مورد علاقه | خانه و دوری  | نامزدشده | [ ۳۶ ] |

### جوایز تلویزیون امشب
| سال  | دسته‌بندی                | دریافت کننده | نتیجه    | منبع   |
| ---- | ----------------------- | ------------ | -------- | ------ |
| ۲۰۰۷ | بهترین درام استرالیایی  | خانه و دوری  | نامزدشده | [ ۳۷ ] |
| ۲۰۰۷ | بهترین زن               | کیت ریچی     | برنده    | [ ۳۷ ] |
| ۲۰۰۸ | زن محبوب                | کیت ریچی     | نامزدشده | [ ۳۸ ] |
| ۲۰۰۹ | بدترین نمایش استرالیایی | خانه و دوری  | نامزدشده | [ ۳۹ ] |
| ۲۰۰۹ | بدترین زن               | جودی گوردون  | نامزدشده | [ ۳۹ ] |

### جوایز امگا
| سال  | دسته‌بندی               | دریافت کننده                                    | نتیجه    | منبع   |
| ---- | ---------------------- | ----------------------------------------------- | -------- | ------ |
| ۲۰۱۵ | نمایش محبوب            | خانه و دوری                                     | برنده    | [ ۴۰ ] |
| ۲۰۱۵ | زوج محبوب              | برکس و ریکی شارپ                                | برنده    | [ ۴۰ ] |
| ۲۰۱۵ | زوج محبوب              | زک مک گوییر و لیه پترسون-بیکر                   | نامزدشده | [ ۴۱ ] |
| ۲۰۱۵ | زوج محبوب              | نیت کوپر و کاترینا "کت" چاپمن                   | نامزدشده | [ ۴۱ ] |
| ۲۰۱۵ | زوج محبوب              | ماریلین و جان پالمر                             | نامزدشده | [ ۴۱ ] |
| ۲۰۱۵ | بهترین داستان          | مرگ تقلبی برکس/فرار                             | برنده    | [ ۴۰ ] |
| ۲۰۱۵ | بهترین عروسی           | عروسی ماریلین و جان                             | برنده    | [ ۴۰ ] |
| ۲۰۱۵ | بهترین مثلث عشقی       | مارتین "اش" اشفورد، فیبی نیکلسون و کایل برکستون | برنده    | [ ۴۰ ] |
| ۲۰۱۵ | بهترین بوسه شوکه کننده | اش و فیبی                                       | برنده    | [ ۴۰ ] |
| ۲۰۱۵ | بهترین بوسه شوکه کننده | شارلوت کینگ و مت پیج                            | نامزدشده | [ ۴۱ ] |
| ۲۰۱۵ | بهترین مرحله نهایی     | هانا ویلسون و اولین مک گوری                     | نامزدشده | [ ۴۱ ] |
| ۲۰۱۵ | بهترین شرور            | سوفی تیلور                                      | برنده    | [ ۴۰ ] |
| ۲۰۱۵ | بهترین دوست‌ها          | لیه و آیرین رابرتز                              | برنده    | [ ۴۰ ] |
| ۲۰۱۵ | بهترین هیکل            | برکس                                            | برنده    | [ ۴۰ ] |
| ۲۰۱۵ | بهترین هیکل            | نیت                                             | نامزدشده | [ ۴۱ ] |